# Kozațke, Bobrovîțea
Kozațke (în ucraineană Козацьке) este localitatea de reședință a comunei Kozațke din raionul Bobrovîțea, regiunea Cernihiv, Ucraina.

## Demografie
Componența lingvistică a localității Kozațke
     Ucraineană (99,66%)
     Alte limbi (0,34%)
Conform recensământului din 2001, majoritatea populației localității Kozațke era vorbitoare de ucraineană (99,66%), existând în minoritate și vorbitori de alte limbi.